# Меоре-Кициа
Меоре-Кициа (груз. მეორე კიწია) — село в Грузии, на территории Мартвильского муниципалитета края (мхаре) Самегрело-Верхняя Сванетия.

## География
Село находится в западной части Грузии, на правом берегу реки Гурдземи (правый приток реки Техури), на расстоянии приблизительно 12 километров (по прямой) к северо-западу от города Мартвили, административного центра муниципалитета. Абсолютная высота — 240 метров над уровнем моря.

## Население
По результатам официальной переписи населения 2014 года в Меоре-Кициа проживало 263 человека (125 мужчин и 138 женщин). В национальной структуре населения грузины составляли 100 %.
| Год  | Население, человек |
| ---- | ------------------ |
| 2002 | 600                |
| 2014 | ↗ 263              |